# Artibeus inopinatus
Artibeus inopinatus (Davis & Carter, 1964) è un pipistrello della famiglia dei Fillostomidi diffuso nell'America centrale.

## Descrizione

### Dimensioni
Pipistrello di medie dimensioni, con la lunghezza della testa e del corpo di 72 mm, la lunghezza dell'avambraccio tra 48 e 53 mm, la lunghezza del piede tra 14 e 15 mm, la lunghezza delle orecchie di 18 mm e un peso fino a 36 g.

### Aspetto
La pelliccia è Il corpo è tozzo. La pelliccia è molto corta, densa e vellutata. Le parti dorsali sono grigio chiaro, mentre le parti ventrali sono più chiare, con le punte dei peli bianche. Il muso è corto e largo. La foglia nasale è ben sviluppata e lanceolata. Due strisce chiare sono presenti su ogni lato del viso, la prima si estende dall'angolo esterno della foglia nasale fino a dietro l'orecchio, mentre la seconda, talvolta assente, parte dall'angolo posteriore della bocca e termina alla base del padiglione auricolare. Il labbro inferiore ha una verruca al centro circondata da altre piccole verruche. Le orecchie sono corte, larghe e arrotondate. Le ali sono attaccate posteriormente alla base dell'alluce. È privo di coda, mentre l'uropatagio è ridotto ad una sottile membrana lungo la parte interna degli arti inferiori ed è cosparso di pochi peli e con il margine libero frangiato. Il calcar è corto.

## Biologia

### Comportamento
Si rifugia all'interno di edifici e sotto le grandi foglie di alberi come il banano in piccoli gruppi di una dozzina di individui, frequentemente con un solo maschio adulto e alcune femmine e piccoli.

### Alimentazione
Si nutre di frutta.

### Riproduzione
Le nascite avvengono tra giugno e luglio.

## Distribuzione e habitat
Questa specie è diffusa in El Salvador, Honduras meridionale e Nicaragua nord-occidentale. Probabilmente è presente anche in Guatemala.
Vive in boscaglie secche, foreste decidue e boschi di banano fino a 1.100 metri di altitudine.

## Conservazione
La IUCN Red List, considerato che ci sono poche informazioni sullo stato della popolazione e i requisiti ambientali, sebbene sia stato osservato in un vasto areale, classifica A.inopinatus come specie con dati insufficienti (DD).